# Christine Müller (Mathematikerin)
Christine Hildegard Müller, geborene Scholz (* 10. September 1959 in Berlin), ist eine deutsche Mathematikerin. Sie ist seit 2009 Professorin für Statistik in den Ingenieurwissenschaften an der Technischen Universität Dortmund.

## Werdegang
Müller studierte von 1978 bis 1984 Mathematik und Biologie an der Freien Universität Berlin, wo sie 1987 im Fach Mathematik promoviert wurde und sich 1995 habilitierte. Vom 1. Mai 2000 bis zum 31. März 2006 war sie Professorin am Fachbereich Mathematik an der Carl von Ossietzky Universität Oldenburg. Vom 1. April 2006 bis zum 30. September 2009 war sie Professorin für Mathematische Stochastik am Fachbereich Mathematik/Informatik der Universität Kassel. Seit dem 1. Oktober 2009 ist sie Professorin für Statistische Methoden in den Ingenieurwissenschaften an der Fakultät Statistik der Technischen Universität Dortmund.
Von 2013 bis 2019 war Christine Müller Vorsitzende der Deutschen Arbeitsgemeinschaft Statistik (DAGStat).

## Veröffentlichungen (Auswahl)
- 1987: Optimale Versuchspläne für robuste Schätzfunktionen in linearen Modellen. Ph. D. thesis. Freie Universität Berlin.
- 1995: Outlier Robust Inference for Planned Experiments. Habilitationsschrift. Freie Universität Berlin.
- 1997: Robust Planning and Analysis of Experiments. Lecture Notes in Statistics 124, Springer, New York.
- 2013: Stochastik in den Ingenieurwissenschaften. Eine Einführung mit R. Springer, Berlin.